# Pobóg II
Pobóg II – polski herb szlachecki, odmiana herbu Pobóg.

## Opis herbu
Opis zgodnie z klasycznymi regułami blazonowania:
W polu błękitnym podkowa srebrna, z zaćwieczonym na barku krzyżem kawalerskim, złotym. 
Nad hełmem w klejnocie trzy pióra strusie. 
Labry błękitne, podbite srebrem.

## Herbowni
Brzuchański, Nieroszyński, Petelczyc, Szukszta, Staniszewski.

### Znani herbowni
- Brzuchański albo Brzuchański herbu własnego.
- Nieroszyński:
  - Mikołaj, podsędek rzeczycki, pułkownik królewski, elektor 1632 z województwem mińskiem, bronił Bychowa za Jana-Kazimierza od Moskwy i Kozaków.
- Petelczyc:
  - Sebastyan-Stanisław, cześnik oszmiański 1662.
- Szukszta:
  - Piotr, ciwun Ejragolski, sędzia ziemski żmudski, poseł na konwokacyą 1632.